# Soldatengrab im Schönbuch
Im Soldatengrab im Schönbuch, auch Soldatengrab im Goldersbachtal genannt, wurde am 19. April 1945 der 19-jährige Gefreite Viktor Wagner begraben. Bei dem Versuch, sich am 18. April durch den Schönbuch nach Osten abzusetzen, geriet seine Einheit zwischen Kuppingen und Nufringen unter heftigen Granatwerferbeschuss. Wagner wurde am Kopf schwer verletzt und erlag diesen Verletzungen auf dem weiteren Rückzug. Er wurde im Tal des Großen Goldersbachs bestattet. Das Grab wurde über die Jahrzehnte hinweg gepflegt und verkörpert einen Gedenkort für vermisste oder in der Fremde begrabene Soldaten.

## Viktor Wagner
Viktor Wagner wurde am 13. Februar 1926 in Peikertsham, einem Ortsteil der bayerischen Gemeinde Triftern in Niederbayern, geboren. Wagner erhielt im Juli 1944 den Einberufungsbescheid zur Fliegerabwehr nach Würzburg. Am 19. März 1945 erhielt er den Befehl zum Dienst an der Front. Am 18. April versuchte seine Einheit, sich durch den Schönbuch nach Osten abzusetzen. Sie geriet zwischen Kuppingen und Nufringen unter Granatwerferbeschuss, bei dem Wagner durch einen Granatsplitter am Kopf schwer verletzt wurde. Angehörige seiner Truppe begegneten dann später im Goldersbachtal einem Kübelwagen, der dann den am 19. April 1945 an seinen Verletzungen gestorbenen Soldaten mit sich transportierte. Er wurde in einem schnell ausgehobenen Grab im Tal des Großen Goldersbachs bestattet, das etwa 100 m nordöstlich der „Diebsteigbrücke“ und 1,6 km unterhalb der „Neuen Brücke“, bzw. 2,8 km oberhalb des Sumpfgebietes Teufelsbrücke liegt.

## Geschichte des Grabs
Das Grab war mit einem Kreuz aus Birkenholz und dem Stahlhelm des Soldaten gekennzeichnet. Erst 1948 gab es Gewissheit bezüglich der Identität des bestatteten Soldaten. 1952 sollten die menschlichen Überreste von Viktor Wagner auf einen Soldatenfriedhof umgebettet werden. Wagners Eltern und der Bürgermeister von Breitenholz, auf dessen Gemarkung das Grab lag, setzten sich beim Landratsamt Tübingen und beim Volksbund Deutsche Kriegsgräberfürsorge für den Erhalt des Grabes im Schönbuch ein. Sowohl die Angehörigen von Viktor Wagner als auch Bürger aus den umliegenden Gemeinden, und hier besonders Einwohner aus Holzgerlingen, pflegten das Grab. 1993 hat das Forstrevier Breitenholz die Pflege übernommen. Dieses Engagement für das Grab konnte Vandalismus und Grabschändung nicht verhindern, das Birkenkreuz wurde immer wieder zerstört und der Stahlhelm mehrmals gestohlen. Deshalb wurde im Jahr 2000 das Grab neu hergerichtet und 2002 mit ein Metallkreuz ausgestattet.

## Bedeutung des Grabs
Das Grab wurde schnell zu einem Gedenkort für Menschen, deren Angehöriger als Soldat vermisst ist, oder an einem unbekannten Ort begraben liegt. Das Soldatengrab im Großen Goldersbachtal war für die Angehörigen dieser Soldaten zu einer symbolhaften Grabstätte geworden. Es mag wohl mit an der Abgeschiedenheit des Ortes liegen, dass sich so viele Menschen für den Erhalt des Grabes einsetzten. Die Mutter von Viktor Wagner schrieb: „Es freut uns, dass das Grab so viel Verehrung findet und es ist uns ein großer Trost“.